# Télécobalthérapie

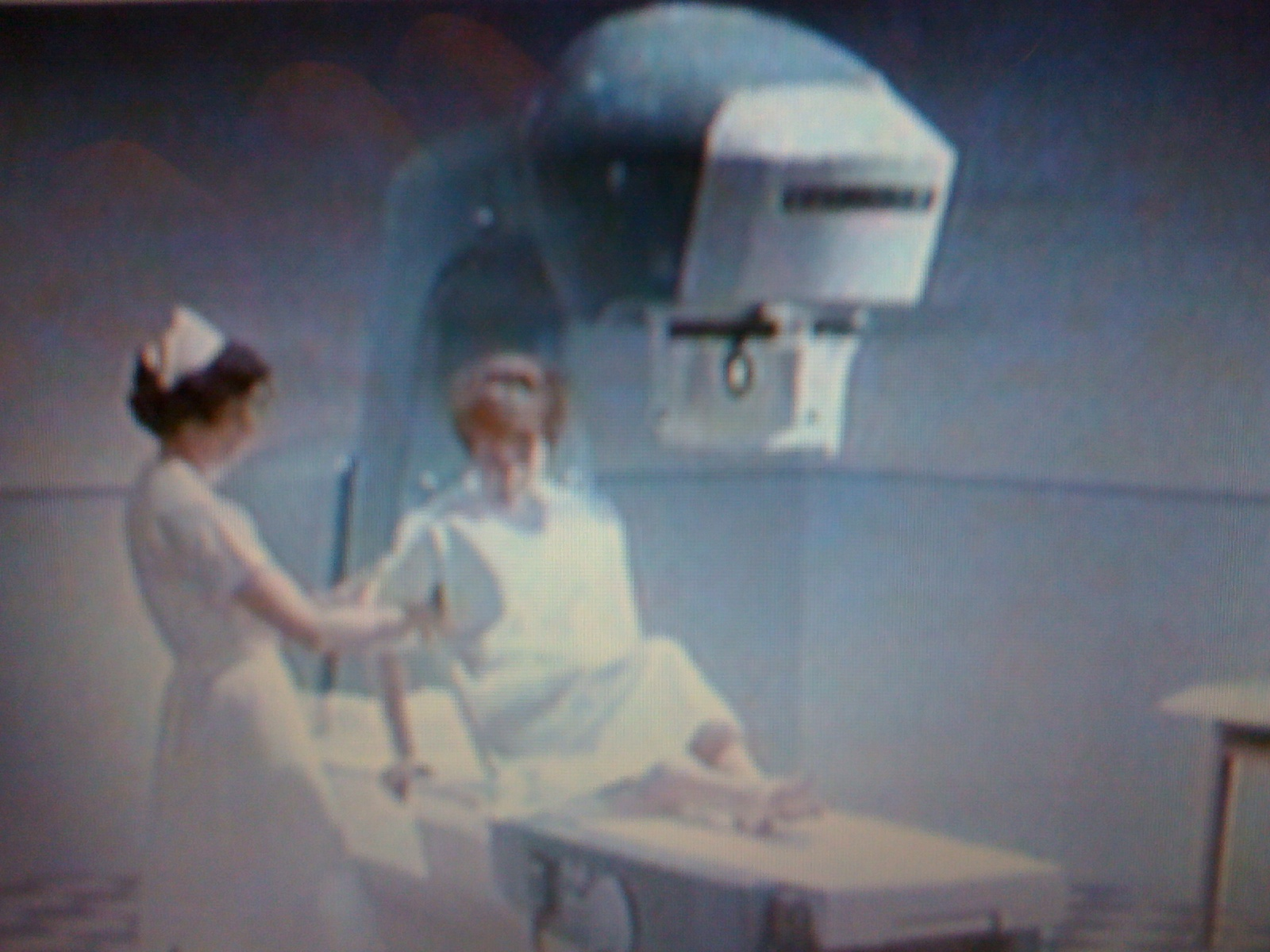
Appareil de télécobalthérapie.

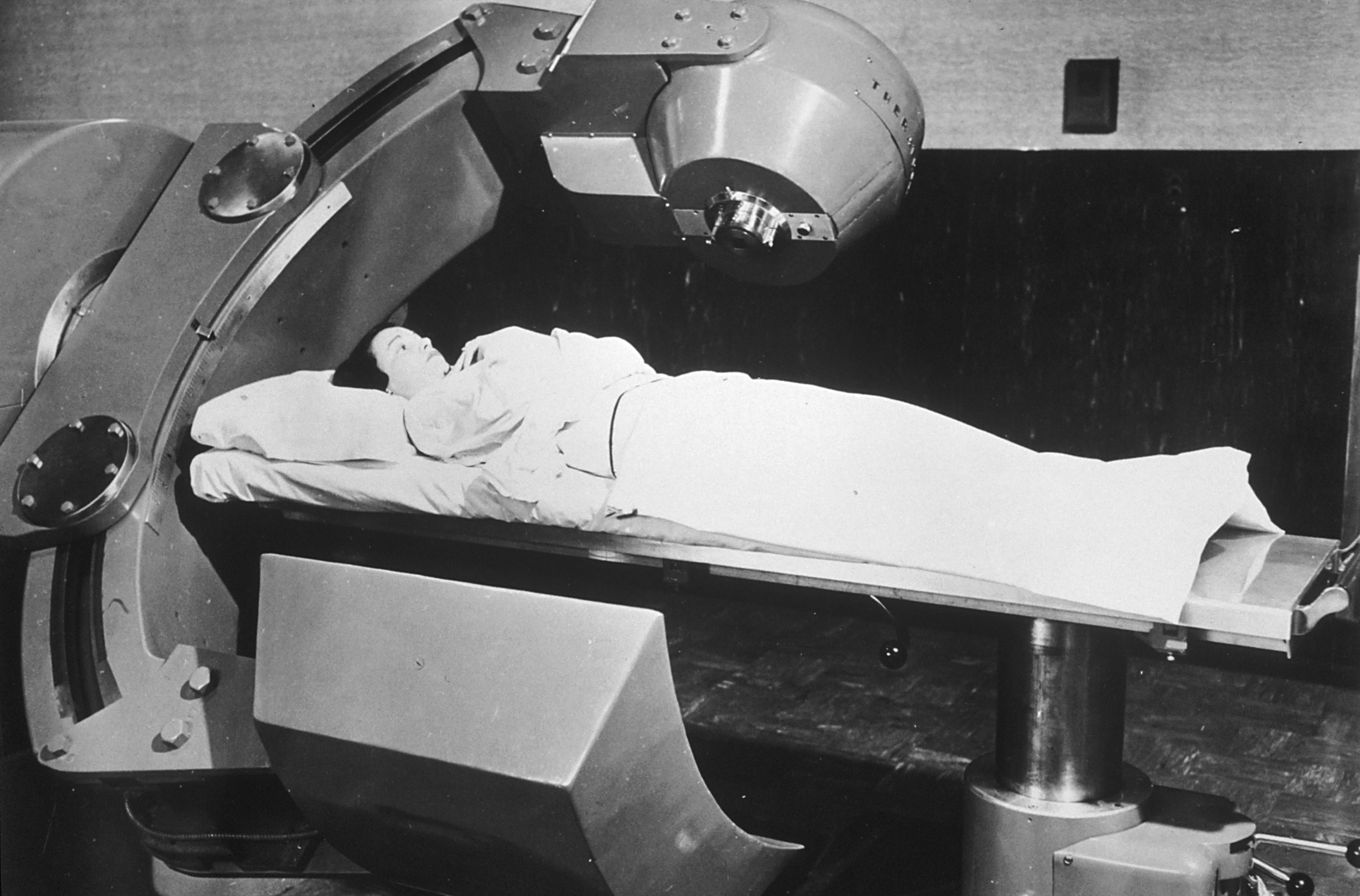
Appareil de télécobalthérapie.

La télécobalthérapie ou télécobaltothérapie est une technique de traitement trans-cutanée à distance de cancer profond par radiothérapie.

## Histoire
Aux débuts de l'histoire de la radiothérapie, des sources de radium sont utilisées. Cependant l'énergie de ces sources utilisées jusqu'alors ne permettent pas un traitement des tumeurs situées en profondeur dans le patient et la rareté de l'élément et son coût sont des freins à la recherche à l'exploitation[réf. souhaitée]. Des études menées par l'équipe du physicien Glenn Theodore Seaborg au Laboratoire national Lawrence-Berkeley à partir de 1941 ont permis de produire les premières sources de cobalt 60 et qui sont destinées à remplacer le radium. Les sources sont proposées dès 1949 dans les hôpitaux puis d'autres études sont effectuées conjointement aux États-Unis et au Canada pour concevoir un appareil de télécobalt. Le premier traitement avec cet appareil est effectué à London au Canada en octobre 1951. Le nombre d'appareils en activité dans les cliniques et les hôpitaux se développe rapidement, surtout aux États-Unis où 150 sont recensés en 1955. 
Au début des années 2000, certains centres médicaux en France utilisaient encore la télécobaltothérapie pour traiter notamment le cancer du sein. À partir des années 2010, ces appareils ne sont plus utilisés en France, au profit des accélérateurs linéaires d'électrons.

## Techniques
Le patient est positionné sous l'appareil. La zone tumorale à traiter est placée sous la tête de l'appareil et sera ainsi située dans le champ de rayons gamma produit par la source de cobalt 60.